# Candor (Oise)
Candor település Franciaországban, Oise megyében. Lakosainak száma 319 fő (2022. január 1.). Candor Amy, Avricourt, Beaulieu-les-Fontaines, Catigny, Dives, Écuvilly, Lagny és Lassigny községekkel határos.

## Népesség
A település népességének változása:
| Lakosok száma | 283  | 292  | 300  | 297  | 304  | 310  | 317  | 317  | 319  |
|               | 2013 | 2015 | 2016 | 2017 | 2018 | 2019 | 2020 | 2021 | 2022 |